# Erzbischöfliches St.-Angela-Gymnasium (Wipperfürth)
Das Erzbischöfliche St.-Angela-Gymnasium ist ein staatlich genehmigtes Gymnasium in Wipperfürth. Es befindet sich in der Trägerschaft des Erzbistums Köln und liegt auf dem Wipperfürther Silberberg.

## Geschichte
Die Schule wurde am 24. April 1946 durch die Ursulinen von Danzig gegründet, als sie mit 139 Schülerinnen und acht Ordensschwestern den Unterricht aufnahm. Zunächst war es ein Mädchengymnasium, 1968/69 wurden die ersten Jungen in der Oberstufe aufgenommen. Ab dem Schuljahr 1974/75 galt das auch für die Sekundarstufe I. Seit 1992 befindet es sich in der Trägerschaft des Erzbistums Köln.
2005 wurde mit dem Bau eines Lese- und Informationszentrums (LIZ), einer erweiterten Kinderbücherei und einer neuen Cafeteria begonnen, die zu Beginn des Schuljahres 06/07 eingeweiht wurden. Im Januar 2007 wurde der vormals stellvertretende Schulleiter Walter Krämer zum Direktor ernannt, nachdem der seit 1994 als Schulleiter amtierende Werner Mainz am 1. Juni 2006 gestorben war. Zu Beginn des Schuljahres 2008/09 wurde die neue Schulmensa eingeweiht, in der mittags warme Mahlzeiten angeboten werden.
Im März 2019 erhielt die Schule die Zertifizierung Schule ohne Rassismus – Schule mit Courage und verpflichtet sich so, langfristig aktiv gegen Ausgrenzung jeglicher Art vorzugehen. Partner und Unterstützer dieser Aktion sind die ehemaligen Schüler Hubertus Gierse und Daniel Breidenbach der Karnevalsband Querbeat. Zu Beginn des Schuljahres 2020/21 wurde Werner Klemp zum Direktor ernannt und löste somit Walter Krämer als Schulleiter ab.

## Einrichtungen
Die Schule besteht hauptsächlich aus zwei miteinander verbundenen Gebäuden, dem Alt- und Neubau. Die zwei Sporthallen werden neben dem Sportunterricht auch für Schulveranstaltungen wie die Karnevalsfeier und von lokalen Sportgruppen genutzt. Die „AngelArena“, die oberhalb der Schule liegt, wird von den Schülern in den Pausen und im Sommer gelegentlich auch zum Sportunterricht genutzt. Die so genannte „Pausenhalle“ wird von den Schülern zum Abstellen von Fahrrädern, Motorrollern und Motorrädern genutzt. Außerdem gibt es hier mehrere Tischtennisplatten. Die Schulkapelle, in der der Gottesdienst gefeiert wird, wird auch vom direkt am Schulgelände gelegenen Ursulinen-Kloster genutzt und gepflegt. Der Schulgarten wird von der Garten-AG und mehreren Lehrern gepflegt. Die sogenannte „Alte Ökonomie“ ist ein kleines Gebäude direkt am Schulgarten, das hauptsächlich für schulische Veranstaltungen wie Elterntreffen und Klassenfeiern, aber auch für Kunstausstellungen genutzt wird.

## Unterricht
Das St.-Angela-Gymnasium ist eine der wenigen Schulen im Oberbergischen Kreis, an der zusätzlich zum regulären Unterrichtsangebot in der Sekundarstufe II Spanisch erlernt werden kann. Als weitere Fächer in der Mittelstufe können Ernährungslehre, ein englischsprachiger Geschichts-Unterricht, sowie Mathe+ (eine Verbindung aus Mathematik und Informatik), Französisch und Latein angewählt werden. Außerdem konnte nach mehrjährigem Altgriechisch-Unterricht im Rahmen einer AG das Graecum erworben werden.

## Nahverkehrsanbindung
Das St.-Angela-Gymnasium verfügt über eine Schulbushaltestelle, die an Schultagen von Bussen der Linie 332, 336, 337, 426 und 429 angefahren wird. Die nächste reguläre Haltestelle ist Leiersmühle. Dort verkehren die Linienbusse 55, 336 und 338.

## Ehemalige Schüler
- Die Chefin der Senatskanzlei des Landes Berlin Barbara Kisseler (1949–2016) besuchte die Schule von 1960 bis 1970 und machte dort ihr Abitur.
- Sebastian Wurth (* 1994), DSDS-Kandidat 2011, war Schüler an dieser Schule.
- Hubertus Gierse und Daniel Breidenbach der Karnevalsband Querbeat waren hier Schüler.